# Opel Ascona 400
L'Opel Ascona 400 è una versione sportiva dell'Opel Ascona, specificatamente progettata per partecipare al Campionato del mondo rally, campionato in cui ha gareggiato dal 1980 al 1983 vincendo il titolo piloti con Walter Röhrl nel 1982.

## Storia
Il progetto dell'Opel Ascona 400 nacque ufficialmente il 6 marzo 1978 e il 1º ottobre 1979 ottenne l'omologazione per poter partecipare alle competizioni rallystiche nel Gruppo 4, per cui il debutto avvenne nel campionato del mondo rally 1980, anno in cui conquistò già la sua prima vittoria con Anders Kulläng al Rally di Svezia.

Anders Kulläng su una Ascona 400 al Rally di Sanremo 1980

La vettura rappresentò il modello di punta di casa Opel dal campionato del mondo rally 1980, allorché sostituì la Opel Kadett GT/E che lo era stata sino all'anno precedente, per poi essere sostituita dalla Opel Manta 400 a partire dal campionato del mondo rally 1984.
L'auto era stata prodotta in soli 400 esemplari, e di questi 400 una parte sarebbero stati elaborati per partecipare al mondiale rally nella classe Gruppo 4. Montava un nuovo motore Cosworth da 2.4 litri capace di erogare fino a 240 CV a 7500 giri/min. Ciò che penalizzava di più questa macchina era la trazione posteriore che la rendeva veloce sull'asfalto ma poco competitiva sullo sterrato; tuttavia prima dell'avvento dell'Audi quattro a trazione integrale, l'Ascona colse significativi successi. Proprio nell'anno del debutto la vettura tedesca vinse il rally di Montecarlo, il rally di Costa D'Avorio, raccogliendo molti podi e alla fine della stagione si aggiudicò il mondiale piloti con Walter Rohrl. Nel 1983 la Opel partecipò ancora con l'Ascona 400 e riuscì a vincere il Safari rally con Ari Vatanen; ma con l'arrivo della trazione integrale, la Opel comincerà a lavorare ad un progetto di un'auto più potente, la Manta 400.

## Palmarès
- 1 Campionato del mondo piloti (Walter Röhrl nel 1982)

### Vittorie nel mondiale
| Anno | Rally                      | Pilota         | Gruppo   |
| ---- | -------------------------- | -------------- | -------- |
| 1980 | Rally di Svezia            | Anders Kulläng | Gruppo 4 |
| 1982 | Rally di Monte Carlo       | Walter Röhrl   | Gruppo B |
| 1982 | Rally della Costa d'Avorio | Walter Röhrl   | Gruppo B |
| 1983 | Safari Rally               | Ari Vatanen    | Gruppo B |